# 查普爾 (密蘇里州帕特南縣)
查普爾（英語：Chapel）是位於美國密蘇里州帕特南縣的非建制地區。

## 歷史
查普爾的郵局於1897年設立，其後於1906年停運。

## 地理
查普爾所處的海拔為高於海平面295米（即968英呎），而該地所採用的時區為UTC-6，即北美中部時區（CST）。同時該地設有夏令時間，為UTC-6調快一小時，即UTC-5（CDT）。